# Aleksiejewska Organizacja
Aleksiejewska Organizacja (ros. Алексеевская организация) – antybolszewicka organizacja wojskowa działająca na początku wojny domowej w Rosji na przełomie 1917 i 1918 r.
Została ona utworzona ok. 15-20 października 1917 r. w Piotrogrodzie przez gen. Michaiła G. Aleksiejewa, b. głównodowodzącego armii rosyjskiej. Jej celem było zlikwidowanie władzy bolszewików i odrodzenie Rosji. Największy rozwój Organizacji nastąpił po przybyciu gen. M. G. Aleksiejewa 2 listopada do Nowoczerkaska. Czołową rolę w jej działaniu odgrywali bracia książęta pułkownicy Chowańscy, zbiegowie z Moskwy Dorofiejew i Matwiejew, I. K. Kirijenko i książę L. S. Światopełk-Mirski. Pierwsi ochotnicy, przybyli z gen. M. W. Aleksiejewem, zostali zgrupowani w lazarecie nr 2. 4 listopada została sformowana Mieszana Kompania Oficerska. W połowie listopada, kiedy było 180 ochotników, gen. M. W. Aleksiejew wprowadził oficjalne zapisy do swojej organizacji. Wszyscy przybywający ochotnicy zapisywali się w biurze werbunkowym, podpisując kontrakty zobowiązujące ich do ochotniczej służby wojskowej na okres 4 miesięcy. Od grudnia został wprowadzony żołd (100 rubli miesięcznie dla oficerów, od stycznia 1918 r. - 150 rubli, zaś od lutego – 270 rubli). Średnio dziennie zapisywało się w szeregi Aleksiejewskiej Organizacji 75-80 ochotników. Najpierw byli oni kierowani do sztabu, kierowanego przez płk. Szmidta, a następnie ks. płk. Chowańskiego, gdzie rozdzielano ich między poszczególne oddziały wojskowe. W II połowie listopada istniały już 3 oddziały: Mieszana Kompania Oficerska, Batalion Junkierski i Mieszana Michajłowsko-Konstantynowska Bateria Artylerii. Ponadto w trakcie formowania znajdowała się Kompania Gieorgijewska i Drużyna Studencka. 26 listopada doszło do pierwszego boju z oddziałami bolszewickimi. Od 27 listopada mieszany oddział ks. płk. Chowańskiego atakował Rostów nad Donem, zdobywając i oczyszczając do 2 grudnia miasto od bolszewików, którzy doprowadzili do powstania przeciwko Kozakom dońskim. Po powrocie do Nowoczerkaska oddziały wojskowe Aleksiejewskiej Organizacji, liczące ok. 1800 ludzi, przeszły reorganizację. 6 grudnia, po przybyciu do miasta gen. Ławra G. Korniłowa, gen. Antona I. Denikina i wiernych im oficerów, Organizacja zaczęła być przekształcana w armię. 24 grudnia na jej czele stanął gen. Ł. G. Korniłow. 27 grudnia na mocy jego tajnego rozkazu otrzymała ona nazwę Armia Ochotnicza. Generał M. G. Aleksiejew zachował władzę polityczną i finansową jako najwyższy wódz.